# Bird (album)
Bird è il quarto album di Gary Jules, pubblicato nel 2008.

## Tracce
1. Beautiful - 4:12
2. My Familiar - 3:45
3. The Road Beside the Highway - 4:19
4. Dreaming By Needle and Gun - 3:46
5. Ghosts in the Cotton - 3:18
6. Goodnight Billie - 3:35
7. Been a Long Time - 4:24 (Feat. Jim Bianco)
8. Bird/ Little Greenie - 5:28
9. The Old Days Are Gone - 4:08
10. California (Hidden track) - 1:52